# Павле Паво Стојановић
Павле (Паво) Стојановић (Нови Сад, 1811 — Нови Сад, 17. новембар 1879) био је српски правник и градоначелник Новог Сада у три мандата.

## Биографија
Завршио студије права. Изабран је 1835. за почасног подбележника, и ту дужност је обављао бесплатно до 1838. године. Потом се бавио адвокатуром све до 1849. године. Током Револуције 1848-1849. држао се неутрално, не пристајући ни уз аустријско-српске, ни уз мађарске снаге. Након револуције ступио је у државну службу и радио у Бачу, Баји и Суботици.
Почетком 1862. је прешао у Нови Сад, где је изабран за судског сенатора и заменика Великог судије. Први пут именован за градоначелника 1862, и на функцији остаје до 1867. године. Други мандат (1868-1869) је започео након суспензије Светозара Милетића од стране краљевског комесара Фердинанда Аста. Трећи и последњи мандат је трајао од 1874. до 1878. године. Потом је пензионисан.